# 사막코끼리

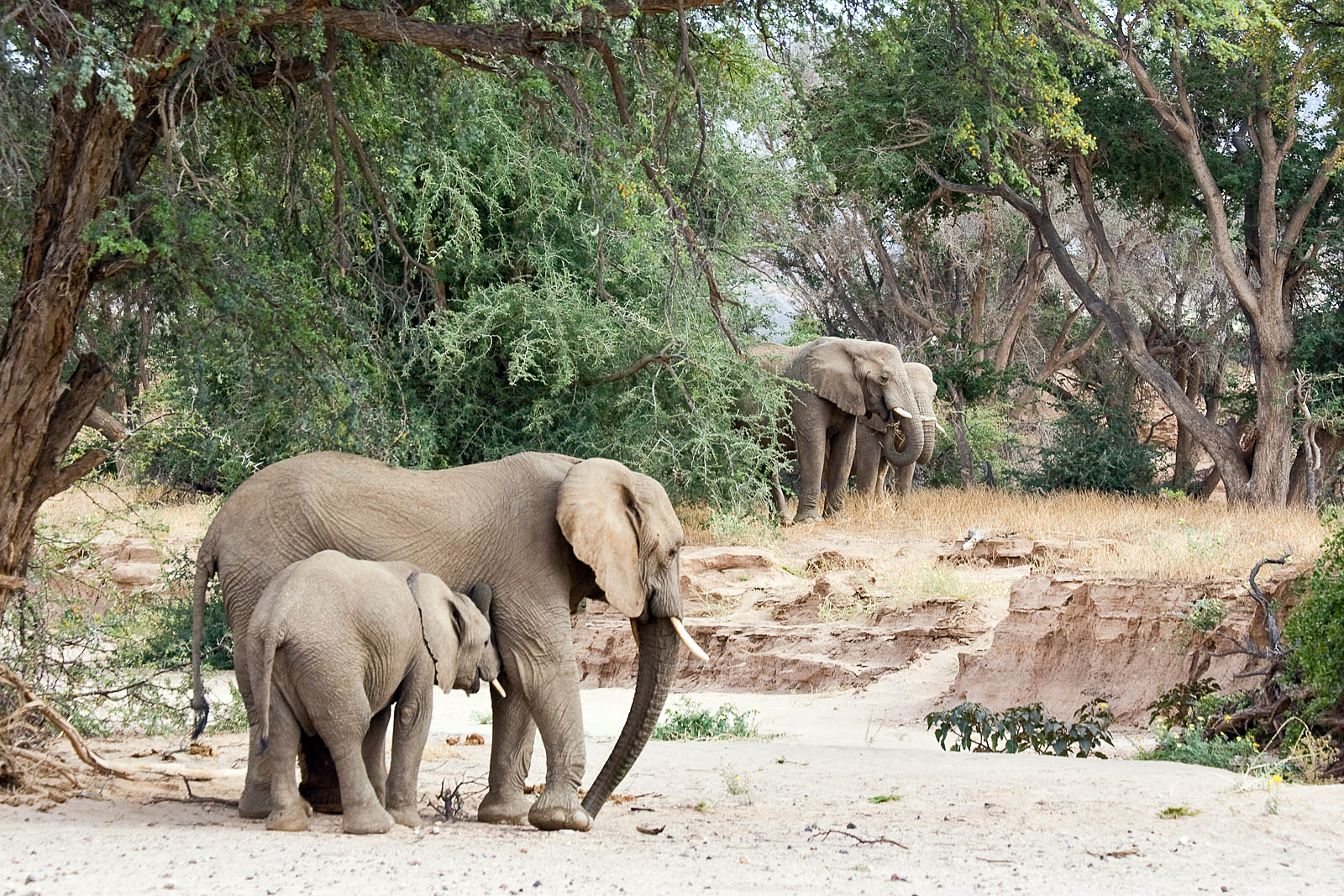
나미비아의 후아브 강바닥을 거니는 사막코끼리

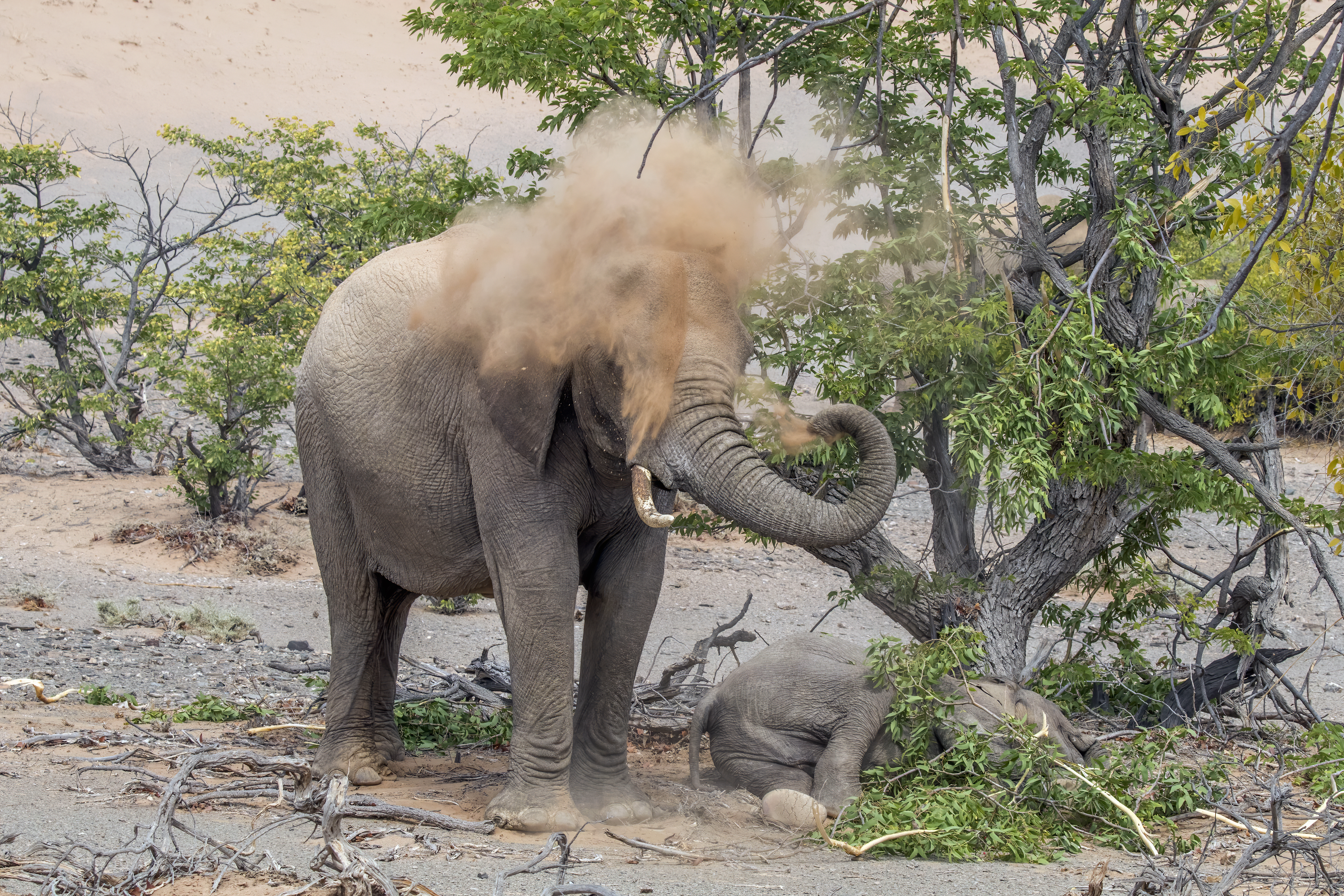
모래로 몸을 식히는 사막코끼리

사막코끼리(Desert elephants)는 나미브 사막과 사하라 사막에서 적응하여 살아가는 아프리카코끼리(학명: Loxodonta africana)들이다. 과거에는 그 특수한 생태 때문에 독립된 종으로 여겨졌지만 현재는 별도의 종이 아닌 것으로 밝혀졌다. 사막코끼리는 아프리카의 사막 지대 전체에 걸쳐 널리 분포했던 것으로 알려져 있으나, 현재는 오로지 나미비아와 말리에서만 일부가 발견된다.